# Mercedes-Benz type 123
Mercedes-Benz type W123 var en tysk mellemklasse bil produceret af Mercedes-Benz. Den have både en benzin- og dieseludgave.
Benzin havde fra 2,0 til 3,0 og det samme havde diesel bilerne.
Bilerne var kendt for megen nytænkning, blandt andet i forhold til sikkerhed og komfort, men også deres holdbarhed blev et varemærke.
| Stub | Spire Denne bilrelaterede artikel er en spire som bør udbygges. Du er velkommen til at hjælpe Wikipedia ved at udvide den. |